# Karl Moser (Zwitsers politicus)

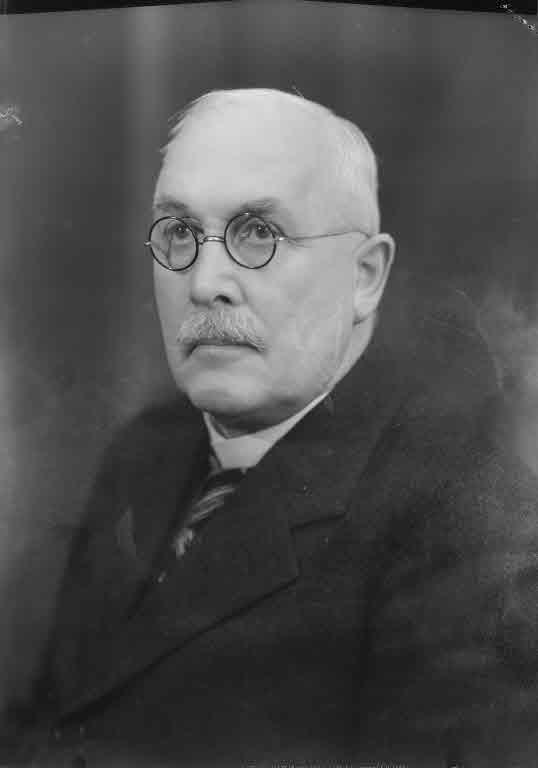
Carl Moser

Carl Moser (Rüderswil, 23 mei 1867 - Bern, 20 november 1959) was een Zwitsers politicus.
Carl Moser bezocht tussen 1874 en 1883 de middelbare school te Konolfingen en hij volgde daarna onderwijs aan de landbouwschool van Rütti (Zollikofen). Van 1886 tot 1889 studeerde hij natuur- en landbouwkunde aan de Eidgenössische Technische Hochschule Zürich (Technische Hogeschool van Zürich). Van 1889 tot 1895 was Moser leraar landbouwkunde aan de landbouwschool van Rütti en van 1895 tot 1908 was hij directeur van die school. 
Moser was aanvankelijk lid van de liberale Vrijzinnig Democratische Partij (FDP), van 1914 tot 1917 als bestuurslid, maar stapte in 1919 over naar de conservatieve Boeren-, Arbeiders- en Burgerpartij (BGB). Van 1908 tot 1931 was hij lid van de Regeringsraad van het kanton Bern. Moser beheerde het departement van Land- en Bosbouw en zette zich in voor de oprichting van nieuwe landbouwscholen, bodemverbetering en bosbouwprojecten. Van 1 juni 1910 tot 31 mei 1911, van 1 juni 1919 tot 31 mei 1920 en van 1 juni 1927 tot 31 mei 1928 was hij voorzitter van de Regeringsraad (dat wil zeggen regeringsleider) van het kanton Bern. Moser was de eerste voorzitter van de Regeringsraad voor de BGB in het kanton Bern.
Moser was van 1917 tot 1919 voor de FDP lid van de Nationale Raad (tweede kamer Bondsvergadering) en van 1919 tot 1935 was hij voor de BGB lid van de Kantonsraad (eerste kamer Bondsvergadering).
Hij was tijdens de crisisjaren president van de Boerenleenbank. Daarnaast was hij lid van de bestuursraden van de Bernse Elektriciteitscentrale, van de Schweizerische Bundesbahnen (Zwitserse spoorwegen) en de suikerfabriek van Aarberg. Vanaf 1931 was Moser president van de Bernese Kantonsbank en lid van het bestuur van het Zwitserse Boerenverbond.
Moser overleed op 92-jarige leeftijd.

## Eredoctoraat
- In 1905 werd Moser benoemd tot eredoctor aan de ETH Zürich.